# Benevento Calcio 2015-2016
Questa voce raccoglie le informazioni riguardanti il Benevento Calcio nelle competizioni ufficiali della stagione 2015-2016.

## Stagione
Nella stagione 2015-2016 il Benevento disputa il girone C del campionato di Lega Pro, lo vince con 70 punti e sale per la prima volta nella sua storia in Serie B. Allenato da Gaetano Auteri risulta protagonista assoluto del girone C, un anno dopo aver mancato l'obiettivo di poco, sconfitto ai Play-off dal Como. Lo storico traguardo è stato raggiunto ad una giornata dal termine del torneo, grazie al (3-0) rifilato al Lecce, che certifica l'impeccabile girone di ritorno, il Benevento ha totalizzato 41 punti in diciassette partite, dopo aver chiuso il girone di andata al terzo posto, dietro a Casertana e Foggia. Con 10 reti firmate, il miglior marcatore in campionato delle streghe è stato Fabio Mazzeo, mentre il miglior marcatore stagionale dei giallorossi è stato il guineano Karamoko Cissé con 12 centri. Il Benevento ha partecipato senza fortuna anche alla Coppa Italia Tim Cup dove nel primo turno è stato eliminato (0-1) dal Tuttocuoio di San Miniato. Mentre nella Coppa Italia di Lega Pro nei sedicesimi il Benevento ha eliminato (4-1) il Melfi, mentre negli ottavi viene eliminato dal Foggia, che si è imposto (3-2).

## Divise e sponsor
Lo sponsor tecnico per la stagione 2015-2016 è Frankie Garage Sport, mentre lo sponsor ufficiale è Italian Vento Power Corporation.
| Casa | Trasferta | Terza divisa |

## Organigramma societario
Di seguito sono riportati i membri dello staff del Benevento.
Area direttiva
- Presidente: Fabrizio Pallotta

Area organizzativa
- Segretario generale e SLO: Antonino Trotta
- Addetto segreteria: Domenico Cinelli
- Team Manager: Alessandro Cilento
- Delegato sicurezza stadio: Marciano D'Avino
- Vice delegato sicurezza stadio: Federica Festa
- Responsabile sistemi informatici: Mirko Siciliano

Area comunicazione
- Addetto comunicazione: Iris Travaglione

Area marketing
- Responsabile commerciale: Fulvio Tyrone Santangelo
- Responsabile marketing: Flavio Siniscalchi

Area tecnica
- Direttore sportivo: Salvatore Di Somma
- Allenatore: Gaetano Auteri
- Vice allenatore: Loreno Cassia
- Preparatore atletico: Giuseppe Di Mauro
- Preparatore portieri: Giuseppe Alberga

Area sanitaria
- Medico Sociale: Raffaele Fuiano
- Medico Sociale: Valter Giorgione
- Fisioterapista: Stefano De Falco
- Fisioterapista: Pasquale Maglio

## Rosa
Di seguito è riportata la rosa del Benevento.
| N. |                    | Ruolo | Calciatore               |
| -- | ------------------ | ----- | ------------------------ |
|    | Italia (bandiera)  | P     | Pier Graziano Gori       |
|    | Italia (bandiera)  | P     | Riccardo Piscitelli      |
|    | Italia (bandiera)  | P     | Luca Calvaruso           |
|    | Italia (bandiera)  | D     | Gianluigi Bianco         |
|    | Italia (bandiera)  | D     | Kevin Bonifazi           |
|    | Uruguay (bandiera) | D     | Walter López             |
|    | Italia (bandiera)  | D     | Fabio Lucioni (capitano) |
|    | Italia (bandiera)  | D     | Giuseppe Mattera         |
|    | Italia (bandiera)  | D     | Francesco Mazzarani      |
|    | Italia (bandiera)  | D     | Tiziano Mucciante        |
|    | Italia (bandiera)  | D     | Emanuele Padella         |
|    | Italia (bandiera)  | D     | Enrico Pezzi             |
|    | Italia (bandiera)  | D     | Davide Porcaro           |
|    | Camerun (bandiera) | D     | Thomas Som               |
|    | Italia (bandiera)  | D     | Michele Troiani          |

| N. |                   | Ruolo | Calciatore          |
| -- | ----------------- | ----- | ------------------- |
|    | Italia (bandiera) | C     | Federico Angiulli   |
|    | Italia (bandiera) | C     | Michel Cruciani     |
|    | Italia (bandiera) | C     | Andrea De Falco     |
|    | Italia (bandiera) | C     | Lorenzo Del Pinto   |
|    | Italia (bandiera) | C     | Davide Di Molfetta  |
|    | Italia (bandiera) | C     | Francesco Marano    |
|    | Italia (bandiera) | C     | Fabrizio Melara     |
|    | Italia (bandiera) | C     | Leandro Vitiello    |
|    | Italia (bandiera) | C     | Amato Ciciretti     |
|    | Italia (bandiera) | A     | Alessio Campagnacci |
|    | Guinea (bandiera) | A     | Karamoko Cissé      |
|    | Italia (bandiera) | A     | Alessandro Marotta  |
|    | Italia (bandiera) | A     | Fabio Mazzeo        |
|    | Italia (bandiera) | A     | Andrea Raimondi     |

## Calciomercato

### Sessione estiva(dal 01/07 al 31/08)
| Acquisti | Acquisti               | Acquisti          | Acquisti      |
| R.       | Nome                   | da                | Modalità      |
| -------- | ---------------------- | ----------------- | ------------- |
| P        | Luca Calvaruso         | Genoa             | definitivo    |
| P        | Pier Graziano Gori     | Salernitana       | definitivo    |
| D        | Gianmarco Bassini      | Ischia Isolaverde | fine prestito |
| D        | Gianluigi Bianco       | Casertana         | definitivo    |
| D        | Kevin Bonifazi         | Torino            | prestito      |
| D        | Domenico Frasciello    | Monza             | fine prestito |
| D        | Giuseppe Mattera       | Casertana         | definitivo    |
| D        | Francesco Mazzarani    | Matera            | definitivo    |
| D        | Tiziano Mucciante      | Matera            | definitivo    |
| D        | Antonio Porcino        | Reggina           | svincolato    |
| D        | Michele Troiani        | Chievo            | prestito      |
| D        | Pierfrancesco Zambrano | Legnago           | fine prestito |
| C        | Amato Ciciretti        | Roma              | prestito      |
| C        | Michel Cruciani        | Casertana         | definitivo    |
| C        | Carlo De Risio         | Martina           | fine prestito |
| C        | Lorenzo Del Pinto      | L'Aquila          | definitivo    |
| C        | Francesco Marano       | Casertana         | definitivo    |
| A        | Danilo Alessandro      | Casertana         | definitivo    |
| A        | Cristian Buonaiuto     | Torres            | fine prestito |
| A        | Karamoko Cissé         | Casertana         | definitivo    |
| A        | Davide Di Molfetta     | Milan             | prestito      |
| A        | Simone Guerra          | Venezia           | fine prestito |
| A        | Mattia Montini         | Arezzo            | fine prestito |

| Cessioni | Cessioni               | Cessioni          | Cessioni      |
| R.       | Nome                   | a                 | Modalità      |
| -------- | ---------------------- | ----------------- | ------------- |
| P        | Pasquale Pane          | Mantova           | svincolato    |
| D        | Gianmarco Bassini      |                   | svincolato    |
| D        | Vedran Celjak          | Alessandria       | definitivo    |
| D        | Simone D'Angelo        | AZ Picerno        | svincolato    |
| D        | Francesco De Feo       | RapalloBogliasco  | definitivo    |
| D        | Domenico Frasciello    |                   | svincolato    |
| D        | Antonio Porcino        | Ischia Isolaverde | prestito      |
| D        | Gennaro Scognamiglio   | Trapani           | definitivo    |
| D        | Pierfrancesco Zambrano | Legnago           | definitivo    |
| C        | Daniel Agyei           | Casertana         | prestito      |
| C        | Gaetano D'Agostino     | Lupa Roma         | definitivo    |
| C        | Carlo De Risio         | Juve Stabia       | svincolato    |
| C        | Djiby N'Diaye          | Chievo            | fine prestito |
| C        | Riccardo Allegretti    | Monza             | svincolato    |
| C        | Andrea Doninelli       | Modena            | svincolato    |
| A        | Danilo Alessandro      | Pro Piacenza      | prestito      |
| A        | Luis Alfageme          |                   | svincolato    |
| A        | Enrico Brignola        | Roma              | prestito      |
| A        | Cristian Buonaiuto     | Pescara           | definitivo    |
| A        | Simone Guerra          | Feralpisalò       | svincolato    |
| A        | Mamadou Kanouté        | Ischia Isolaverde | prestito      |
| A        | Umberto Eusepi         | Salernitana       | definitivo    |
| A        | Mattia Montini         |                   | svincolato    |

### Sessione invernale(dal 04/01 al 01/02)
| Acquisti | Acquisti          | Acquisti       | Acquisti   |
| R.       | Nome              | da             | Modalità   |
| -------- | ----------------- | -------------- | ---------- |
| D        | Walter López      | Sol de América | definitivo |
| C        | Federico Angiulli | Reggiana       | svincolato |
| A        | Andrea Raimondi   | Cosenza        | definitivo |

| Cessioni | Cessioni           | Cessioni  | Cessioni      |
| R.       | Nome               | a         | Modalità      |
| -------- | ------------------ | --------- | ------------- |
| D        | Gianluigi Bianco   | Cremonese | prestito      |
| D        | Kevin Bonifazi     | Torino    | fine prestito |
| D        | Davide Porcaro     | Siracusa  | prestito      |
| D        | Thomas Som         | Cosenza   | definitivo    |
| C        | Michel Cruciani    | Teramo    | prestito      |
| C        | Davide Di Molfetta | Milan     | fine prestito |
| C        | Francesco Marano   | Casertana | definitivo    |

## Risultati

### Lega Pro

#### Girone di andata
| Benevento 23 settembre 2015, ore 18:00 CEST 1ª giornata | Benevento               | 0 – 0 referto | Messina | Stadio Ciro Vigorito (2 981 spett.)\| Arbitro: \| Mastrodonato (Molfetta) \| |
| Arbitro:                                                | Mastrodonato (Molfetta) |               |         |                                                                              |

| Arbitro: | Pagliardini (Arezzo) |

|              |           |              |
| Icardi 45+2’ | Marcatori | 34’ De Falco |

| Arbitro: | Di Martino (Teramo) |

|            |           |  |
| Lucioni 2’ | Marcatori |  |

| Arbitro: | Guccini (Albano Laziale) |

|  |           |                 |
|  | Marcatori | 90+4’ Ciciretti |

| Arbitro: | Fourneau (Roma) |

|                                                        |           |  |
| Herrera 25’ (rig.) Giacomarro 50’ Del Pinto 57’ (aut.) | Marcatori |  |

| Arbitro: | Fiorini (Frosinone) |

|                        |           |              |
| Melara 58’ Pezzi 90+3’ | Marcatori | 34’ A. Croce |

| Matera 17 ottobre 2015, ore 20:30 CEST 7ª giornata | Matera           | 0 – 0 referto | Benevento | Stadio XXI Settembre - Franco Salerno (3 000 spett.)\| Arbitro: \| Ranaldi (Tivoli) \| |
| Arbitro:                                           | Ranaldi (Tivoli) |               |           |                                                                                        |

| Arbitro: | Mei (Pesaro) |

|            |           |  |
| Melara 56’ | Marcatori |  |

| Arbitro: | Tardini (Milano) |

|                |           |               |
| Negro 32’, 47’ | Marcatori | 45+1’ Marotta |

| Arbitro: | Vesprini (Macerata) |

|             |           |  |
| Mattera 84’ | Marcatori |  |

| Arbitro: | Perotti (Legnano) |

|                       |           |              |
| Migliorini 81’ (aut.) | Marcatori | 51’ G. Gomez |

| Ischia 22 novembre 2015, ore 14:00 CET 12ª giornata | Ischia Isolaverde | 0 – 0 referto | Benevento | Stadio Enzo Mazzella (739 spett.)\| Arbitro: \| Rossi (Rovigo) \| |
| Arbitro:                                            | Rossi (Rovigo)    |               |           |                                                                   |

| Benevento 28 novembre 2015, ore 17:30 CET 13ª giornata | Benevento                 | 0 – 0 referto | Cosenza | Stadio Ciro Vigorito (2 173 spett.)\| Arbitro: \| Lacagnina (Caltanissetta) \| |
| Arbitro:                                               | Lacagnina (Caltanissetta) |               |         |                                                                                |

| Arbitro: | Piscopo (Imperia) |

|                |           |                                      |
| Nunzella 90+1’ | Marcatori | 55’, 88’ Ciciretti 71’ (rig.) Mazzeo |

| Arbitro: | Cipriani (Empoli) |

|                          |           |            |
| Marotta 4’ Del Pinto 63’ | Marcatori | 12’ Curcio |

| Arbitro: | Mancini (Fermo) |

|                  |           |               |
| Curiale 47’, 66’ | Marcatori | 32’ Ciciretti |

| Arbitro: | Piccinini (Forlì) |

|              |           |  |
| De Falco 44’ | Marcatori |  |

#### Girone di ritorno
| Arbitro: | Massimi (Termoli) |

|  |           |                                                      |
|  | Marcatori | 6’, 56’ Ciciretti 20’ Cissé 48’ De Falco 66’ Marotta |

| Arbitro: | Zanonato (Vicenza) |

|            |           |  |
| Mazzeo 86’ | Marcatori |  |

| Arbitro: | Marinelli (Tivoli) |

|           |           |                   |
| Sarno 53’ | Marcatori | 86’ (rig.) Mazzeo |

| Arbitro: | Amoroso (Paola) |

|               |           |  |
| Cissé 8’, 74’ | Marcatori |  |

| Arbitro: | Capone (Palermo) |

|                                 |           |  |
| Melara 35’ Cissé 43’ Mazzeo 78’ | Marcatori |  |

| Arbitro: | Di Martino (Teramo) |

|                                |           |                                        |
| Di Mariano 10’ Bacchetti 90+2’ | Marcatori | 2’ Cissé 13’ (rig.) Mazzeo 70’ Marotta |

| Arbitro: | Guccini (Albano Laziale) |

|                    |           |               |
| Marotta 54’ (rig.) | Marcatori | 43’ Infantino |

| Arbitro: | Balice (Termoli) |

|             |           |            |
| Agnello 28’ | Marcatori | 73’ Melara |

| Arbitro: | Marinelli (Tivoli) |

|                                                   |           |  |
| Marotta 17’, 21’, 43’ Cissé 50’ Angiulli 78’, 82’ | Marcatori |  |

| Arbitro: | Rossi (Rovigo) |

|  |           |           |
|  | Marcatori | 16’ Cissé |

| Arbitro: | Paolini (Ascoli Piceno) |

|  |           |               |
|  | Marcatori | 45’ Del Pinto |

| Arbitro: | D'Apice (Arezzo) |

|                                     |           |                                 |
| Mazzeo 28’ Angiulli 28’ Troiani 63’ | Marcatori | 17’ Aladje 45’ (rig.) Di Vicino |

| Arbitro: | Mainardi (Bergamo) |

|               |           |                   |
| Cavallaro 41’ | Marcatori | 74’ (rig.) Mazzeo |

| Arbitro: | Di Martino (Teramo) |

|                 |           |  |
| Campagnacci 82’ | Marcatori |  |

| Arbitro: | Prontera (Bologna) |

|  |           |            |
|  | Marcatori | 29’ Mazzeo |

| Arbitro: | Marinelli (Tivoli) |

|                           |           |  |
| Mazzeo 18’, 51’ Cissé 26’ | Marcatori |  |

| Arbitro: | Marchetti (Ostia) |

|            |           |              |
| Žibert 40’ | Marcatori | 44’ Angiulli |

### Supercoppa di Lega Pro
| Squadra    | P.ti | G | V | N | P | GF | GS | DR |
| ---------- | ---- | - | - | - | - | -- | -- | -- |
| SPAL       | 6    | 2 | 1 | 0 | 0 | 7  | 2  | +3 |
| Cittadella | 3    | 2 | 1 | 0 | 0 | 5  | 5  | 0  |
| Benevento  | 0    | 2 | 0 | 0 | 2 | 3  | 8  | -5 |

| Arbitro: | Proietti (Terni) |

|                                                  |           |               |
| Giani 33’ Cellini 63’ Finotto 73’ Schiavon 90+3’ | Marcatori | 47’ Ciciretti |

| Arbitro: | Pagliardini (Arezzo) |

|                                   |           |                                              |
| L. Vitiello 11’ Mazzeo 39’ (rig.) | Marcatori | 2’, 67’ Jallow 18’ A. Benedetti 58’ Zaccagni |

### Coppa Italia
| Arbitro: | Di Ruberto (Nocera Inferiore) |

|  |           |              |
|  | Marcatori | 89’ Tempesti |

### Coppa Italia Lega Pro
| Arbitro: | Valiante (Nocera Inferiore) |

|                                              |           |             |
| Cissé 35’, 64’ Di Molfetta 61’ Ciciretti 72’ | Marcatori | 28’ Veratti |

| Arbitro: | Pillitteri (Palermo) |

|                                |           |               |
| A. Viola 18’, 36’ Lodesani 28’ | Marcatori | 5’, 56’ Cissè |

## Statistiche
Statistiche aggiornate al 30 aprile 2016.

### Statistiche di squadra
| Competizione           | Punti            | In casa | In casa | In casa | In casa | In casa | In casa | In trasferta | In trasferta | In trasferta | In trasferta | In trasferta | In trasferta | Totale | Totale | Totale | Totale | Totale | Totale | DR  |    |
| Competizione           | Punti            | G       | V       | N       | P       | Gf      | Gs      | G            | V            | N            | P            | Gf           | Gs           | G      | V      | N      | P      | Gf     | Gs     | DR  |    |
| ---------------------- | ---------------- | ------- | ------- | ------- | ------- | ------- | ------- | ------------ | ------------ | ------------ | ------------ | ------------ | ------------ | ------ | ------ | ------ | ------ | ------ | ------ | --- | -- |
| Lega Pro               | 70(-1)           | 17      | 13      | 4       | 0       | 29      | 6       | 17           | 7            | 7            | 3            | 22           | 15           | 34     | 20     | 11     | 3      | 51     | 21     | +30 |    |
| Supercoppa di Lega Pro | 0                | 2       | 0       | 0       | 2       | 2       | 4       | 2            | 0            | 0            | 1            | 1            | 4            | 2      | 0      | 0      | 2      | 3      | 8      | -5  |    |
| Coppa Italia           | primo turno      |         | 1       | 0       | 0       | 1       | 0       | 1            | -            | -            | -            | -            | -            | -      | 1      | 0      | 0      | 1      | 0      | 1   | -1 |
| Coppa Italia Lega Pro  | ottavi di finale |         | 1       | 1       | -       | -       | 4       | 1            | 1            | 0            | 0            | 1            | 2            | 3      | 2      | 1      | -      | 1      | 6      | 4   | +2 |
| Totale                 | 70               | 21      | 14      | 4       | 3       | 35      | 12      | 20           | 7            | 7            | 5            | 25           | 22           | 39     | 21     | 11     | 7      | 60     | 34     | +26 |    |

### Andamento in campionato
| Giornata  | 1 | 2 | 3 | 4 | 5 | 6 | 7 | 8 | 9 | 10 | 11 | 12 | 13 | 14 | 15 | 16 | 17 | 18 | 19 | 20 | 21 | 22 | 23 | 24 | 25 | 26 | 27 | 28 | 29 | 30 | 31 | 32 | 33 | 34 |
| --------- | - | - | - | - | - | - | - | - | - | -- | -- | -- | -- | -- | -- | -- | -- | -- | -- | -- | -- | -- | -- | -- | -- | -- | -- | -- | -- | -- | -- | -- | -- | -- |
| Luogo     | C | T | C | T | T | C | T | C | T | C  | C  | T  | C  | T  | C  | T  | C  | T  | C  | T  | C  | C  | T  | C  | T  | C  | T  | T  | C  | T  | C  | T  | C  | T  |
| Risultato | N | N | V | V | P | V | N | V | P | V  | N  | N  | N  | V  | V  | P  | V  | V  | V  | N  | V  | V  | V  | N  | N  | V  | V  | V  | V  | N  | V  | V  | V  | N  |
| Posizione | 8 | 8 | 6 | 3 | 8 | 4 | 5 | 4 | 6 | 5  | 4  | 5  | 6  | 5  | 3  | 5  | 5  | 4  | 3  | 3  | 3  | 1  | 1  | 1  | 1  | 1  | 1  | 1  | 1  | 1  | 1  | 1  | 1  | 1  |

Fonte:  Lega Pro Girone C 2015/2016, su calcio.com.
Legenda:

Luogo: C = Casa; T = Trasferta. Risultato: V = Vittoria; N = Pareggio; P = Sconfitta.

### Statistiche dei giocatori
Sono in corsivo i calciatori che hanno lasciato la società a stagione in corso.
| Giocatore      | Lega Pro | Lega Pro | Lega Pro    | Lega Pro   | Coppa Italia | Coppa Italia | Coppa Italia | Coppa Italia | Coppa Italia Lega Pro | Coppa Italia Lega Pro | Coppa Italia Lega Pro | Coppa Italia Lega Pro | Totale   | Totale | Totale      | Totale     |
| Giocatore      | Presenze | Reti     | Ammonizioni | Espulsioni | Presenze     | Reti         | Ammonizioni  | Espulsioni   | Presenze              | Reti                  | Ammonizioni           | Espulsioni            | Presenze | Reti   | Ammonizioni | Espulsioni |
| -------------- | -------- | -------- | ----------- | ---------- | ------------ | ------------ | ------------ | ------------ | --------------------- | --------------------- | --------------------- | --------------------- | -------- | ------ | ----------- | ---------- |
| F. Angiulli    | 12       | 4        | -           | -          | -            | -            | -            | -            | -                     | -                     | -                     | -                     | 12       | 4      | -           | -          |
| G. Bianco      | 1        | -        | -           | -          | -            | -            | -            | -            | 1                     | -                     | -                     | -                     | 2        | -      | -           | -          |
| K. Bonifazi    | 3        | -        | -           | -          | -            | -            | -            | -            | 2                     | -                     | -                     | -                     | 5        | -      | -           | -          |
| A. Campagnacci | 17       | 1        | 1           | -          | 1            | 0            | 0            | 0            | -                     | -                     | -                     | -                     | 18       | 1      | 1           | 0          |
| A. Ciciretti   | 26       | 6        | 4           | -          | 1            | 0            | 0            | 0            | 1                     | 1                     | 1                     | -                     | 28       | 7      | 5           | 0          |
| K. Cissè       | 25       | 8        | 1           | 1          | 1            | 0            | 0            | 0            | 2                     | 4                     | -                     | -                     | 28       | 12     | 1           | 1          |
| M. Cruciani    | 15       | -        | 3           | -          | -            | -            | -            | -            | 2                     | -                     | -                     | -                     | 17       | -      | 3           | -          |
| D. Di Molfetta | 10       | -        | -           | -          | -            | -            | -            | -            | 2                     | 1                     | -                     | -                     | 12       | 1      | -           | -          |
| A. De Falco    | 31       | 2        | 9           | 1          | -            | -            | -            | -            | 1                     | -                     | 1                     | -                     | 32       | 2      | 10          | 1          |
| L. Del Pinto   | 31       | 3        | 8           | 0          | 1            | 0            | 0            | 0            | 1                     | -                     | -                     | -                     | 33       | 3      | 8           | 0          |
| P. Gori        | 28       | -        | -           | -          | -            | -            | -            | -            | -                     | -                     | -                     | -                     | 28       | -      | -           | -          |
| F. Lucioni     | 33       | 1        | 7           | -          | 1            | 0            | 0            | 0            | 1                     | -                     | -                     | -                     | 35       | 1      | 7           | 0          |
| W. López       | 15       | -        | 4           | 1          | 0            | 0            | 0            | 0            | -                     | -                     | -                     | -                     | 15       | 0      | 4           | 1          |
| F. Marano      | 2        | -        | 1           | -          | 1            | 0            | 0            | 0            | 1                     | -                     | -                     | -                     | 4        | 0      | 1           | 0          |
| A. Marotta     | 27       | 9        | 5           | 0          | 1            | 0            | 0            | 0            | -                     | -                     | -                     | -                     | 28       | 9      | 5           | 0          |
| G. Mattera     | 26       | 1        | 7           | 2          | 1            | 0            | 2            | 1            | 2                     | -                     | 1                     | -                     | 29       | 1      | 10          | 3          |
| F. Mazzarani   | 18       | -        | 4           | -          | 1            | 0            | 0            | 0            | -                     | -                     | -                     | -                     | 19       | 0      | 4           | 0          |
| F. Mazzeo      | 30       | 10       | 1           | 0          | 1            | 0            | 0            | 0            | -                     | -                     | -                     | -                     | 31       | 10     | 1           | 0          |
| F. Melara      | 26       | 4        | 4           | -          | 1            | 0            | 0            | 0            | 2                     | -                     | -                     | -                     | 29       | 4      | 4           | 0          |
| T. Mucciante   | 9        | -        | -           | 2          | 1            | 0            | 0            | 0            | -                     | -                     | -                     | -                     | 10       | 0      | 0           | 2          |
| M. Troiani     | 16       | 1        | 2           | -          | -            | -            | -            | -            | 2                     | -                     | 1                     | -                     | 18       | 1      | 3           | -          |
| E. Padella     | 22       | -        | 3           | -          | -            | -            | -            | -            | -                     | -                     | -                     | -                     | 22       | -      | 3           | -          |
| E. Pezzi       | 26       | 1        | 7           | -          | 1            | 0            | 0            | 0            | 1                     | -                     | -                     | -                     | 28       | 1      | 7           | 0          |
| R. Piscitelli  | 7        | -        | -           | -          | 1            | -1           | 0            | 0            | 2                     | -4                    | -                     | -                     | 10       | -5     | 0           | 0          |
| A. Raimondi    | 3        | -        | -           | -          | 0            | 0            | 0            | 0            | -                     | -                     | -                     | -                     | 3        | 0      | 0           | 0          |
| D. Porcaro     | -        | -        | -           | -          | -            | -            | -            | -            | 1                     | -                     | -                     | -                     | 1        | -      | -           | -          |
| T. Som         | 4        | -        | 1           | -          | -            | -            | -            | -            | 1                     | -                     | 1                     | -                     | 5        | -      | 2           | -          |
| L. Vitiello    | 5        | -        | -           | -          | -            | -            | -            | -            | -                     | -                     | -                     | -                     | 5        | -      | -           | -          |